# Mễ Tư Hàn
Mễ Tư Hàn (chữ Hán: 米思翰; tiếng Mãn: ᠮᡳᠰᡥᠠᠨ, chuyển tả: Mishan; 1633 - 1675) là đại thần dưới thời Khang Hi của nhà Thanh trong lịch sử Trung Quốc.

## Gia thế
Ông xuất thân từ đại gia tộc Sa Tế Phú Sát Thị, thuộc Mãn Châu Tương Hoàng kỳ. Tổ phụ là Vượng Cát Nỗ (旺吉努), từng dấy binh tùy tùng cho Thanh Thái Tổ Nỗ Nhĩ Cáp Xích, lập được quân công. Phụ thân là Cáp Thập Truân (哈什屯) làm Đại thần Nghị chính triều Thuận Trị Đế. Ông là cha của Sát Cáp Nhĩ Tổng quản Lý Vinh Bảo (李荣保). Đồng thời cháu gái của ông là Hiếu Hiền Thuần Hoàng hậu, Hoàng hậu nguyên phối của Càn Long Đế và cháu trai của ông chính là Quân cơ đại thần Phó Hằng.

## Làm quan
Những năm Khang Hi Đế tự mình chấp chính khi không còn bốn đại thần phụ chính, ông được phong làm Hộ bộ Thượng thư và được liệt vào Nghị chính đại thần.
Năm Khang Hi thứ 12 (1673), Thượng Khả Hỉ, Ngô Tam Quế, Cảnh Tinh Trung dâng sớ xin bỏ phiên. Khang Hi Đế cùng các đại thần nghị sự, các đại thần khuyên Khang Hi không nên triệt phiên, nhưng ông và Binh bộ Thượng thư Nạp Lan Minh Châu lại chủ trương triệt phiên.

## Gia quyến
Ông có bốn người con trai gồm:
1. Mã Tư Khách (馬斯喀).
2. Mã Tề (馬齊), Đại học sĩ.
3. Mã Võ (馬武), Đô thống - Lãnh Thị vệ Nội đại thần dưới thời Ung Chính.
4. Lý Vinh Bảo (李荣保), là cha của Hiếu Hiền Thuần Hoàng hậu Phú Sát thị, nguyên phối thê tử của Càn Long Đế và Đại học sĩ Phó Hằng.